# チコリー
チコリー（英語：chicory、学名：Cichorium intybus）は、キク科の多年生野菜である。ヨーロッパ原産で、野生種も自生しており、高さ60 - 150センチメートルで青い花を付けるものが多い。和名はキクニガナ（菊苦菜）、漢名は菊苣である。近縁種にエンダイブがある。

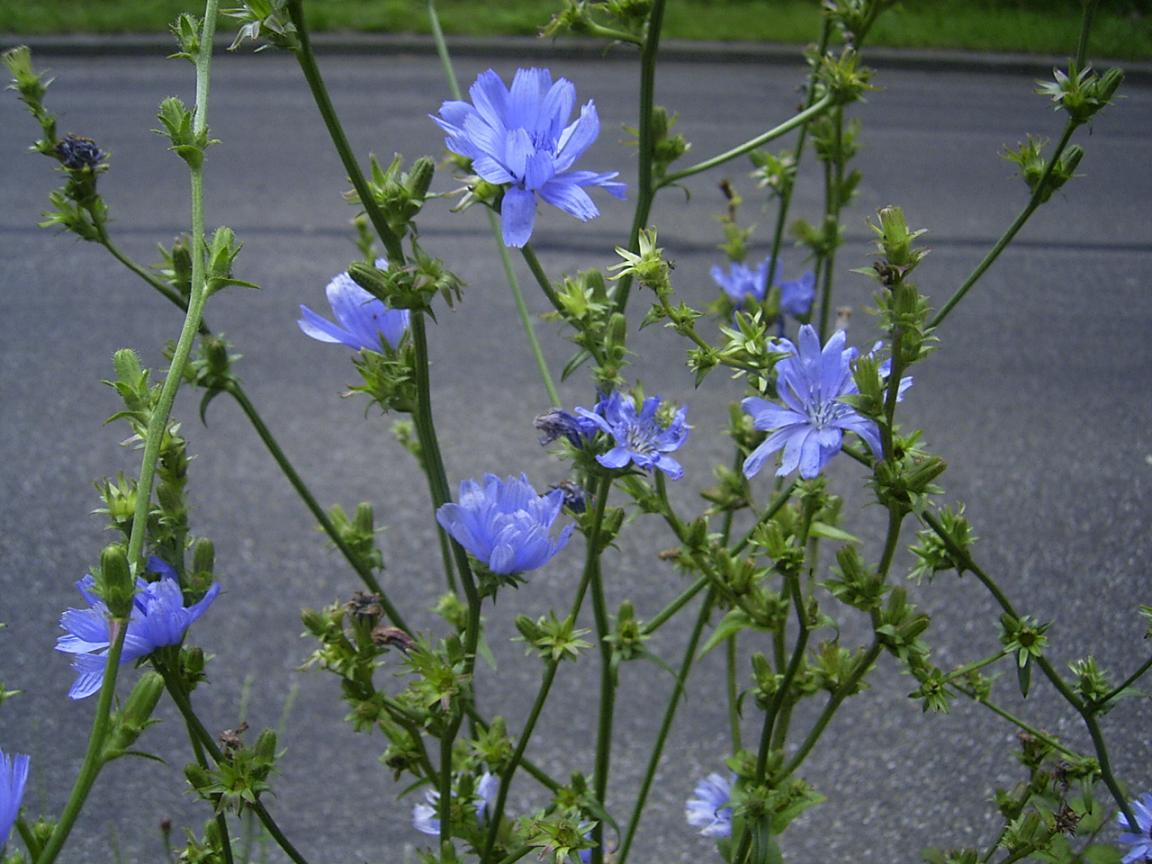
野生のチコリー

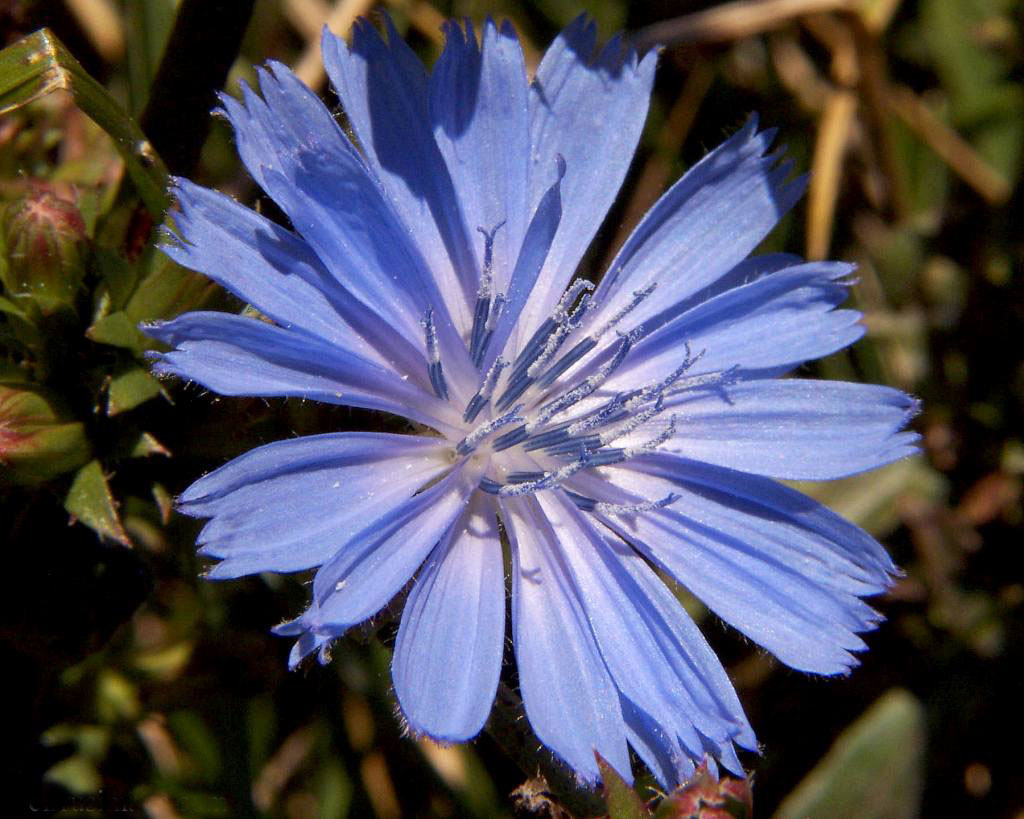
花

## 概要
一般にチコリー（学名: Cichorium intybus）は、キク科のやや木質化する多年生の草本植物で、通常は明るい青色の花を持ち、稀に白色やピンク色の花を咲かせる。多くの品種がサラダ菜、シコン（軟白栽培された若芽）、または根 (var. sativum) が栽培され、焼いたり挽いたりされて、コーヒーの代用品や食品添加物として利用されている。21世紀には、チコリーの根からの抽出物であるイヌリンが、甘味料および食物繊維源として食品製造に使用されている。
チコリーは家畜の飼料作物としても栽培されている。原産地はヨーロッパ・地中海沿岸から中央アジアにかけての地域で、原産のヨーロッパの道端に野生植物として自生し、現在では北米、中国、オーストラリアなどでも一般的に見ることができ、広く帰化している。"Chicory" （チコリー）という呼び名は、米国では同属一年草のエンダイブ（英: curly endive、学名: Cichorium endivia）の一般名でもある。近縁種であるエンダイブとチコリーは、互いにしばしば混同される。 
和名はキクニガナ（菊苦菜）で、キク科の野菜で葉に苦味があることから名付けられている。チコリー (chicory) は英語名で、フランス語ではアンディーブ (endive) 、またはシコレ・ソバージュ (chicorée sauvage) 、イタリア語ではチコリア (cicoria) 、またはラディッキオ (radicchio) とよび、日本では「チコリー」で呼んでいる。中でも赤い品種群は、英語名でチコリア・ロッソ (cicoria rosso) 、フランス語名はトレヴィス (trevise) 、イタリア語名でラディッキオ・ロッソ (radicchio rosso) と呼ばれ、日本では主にフランス流の「トレビス」の名で流通している。主にイタリアのヴェネト州で栽培され、結球品種や半結球品種、早生、晩成種などがある。
日本では軟白栽培された野菜が「チコリ」の名で流通し、これをフランス流にアンディーブと呼ぶ場合があるなど、日本市場でもエンダイブ（英: Endive 、和名：キクヂシャ）との名前の混乱や認識の齟齬が見られるので注意が必要である。

## 形態・生態
多年草で、開花期のチコリーは、高さは1.5メートル (m) ほどになる丈夫で筋のある茎を持ち、多少の毛が生えている。葉は、細長い披針形、倒披針形、または広長楕円形で、不正鋸歯があるものと披針形ではないものがあり、中心に太い1本の主脈が目立ち、葉柄はなく生える。葉身の長さは10 - 32 cm、幅は2 - 8 cmある。上部の枝には葉が出ない。
開花期は7月 - 10月で、花は頭状花で、青紫色や白色の花弁をつけて咲かせ、朝に開花してその日の昼過ぎには萎んでしまう。頭花の径は3 - 4 cmで、花より短い苞葉に包まれる。通常は薄紫色または水色の花色が多く、稀に白色や淡桃色もあるがめったに見られない。2列の内反苞葉のうち、内側は長くて直立しており、外側は短くて広がっている。
地下には直根または側根を生じて、根部の発達は旺盛である。春化後の花のつき方は、光の強い長日により促進される。

## 歴史
チコリーの原産地は、ヨーロッパ、あるいは地中海沿岸から中央アジアにかけての地域といわれている。栽培が始められた時期は不明であるが、およそ4000年前からエジプトで利用されていたという説があり、古代ギリシア時代にはチコリの名が記録されている。古代ローマではチコリの新芽を使ったプンタレッレ (puntarelle) という料理があった。これは古代ローマの詩人ホラティウス（ホレス）が自身の食生活について言及したもので、彼は "Me pascunt olivae, me cichorea, me malvae"（意訳：私にとっては、オリーブ、チコリ、マロウが栄養となる）という具合に非常にシンプルなものとして述べている。チコリが初めて栽培植物として記述されたのは17世紀のことである。この植物はヨーロッパ諸国によるアメリカ大陸の植民地化の際に、初期のヨーロッパの入植者によって北アメリカに持ち込まれた。
1766年、プロイセン国王のフリードリッヒ2世はコーヒーの輸入を禁止したため、ブラウンシュヴァイクの宿屋の主人クリスチャン・ゴットリーブ・フェルスター（1801年没）がコーヒーの代用品を開発し、1769年 - 1770年の間にブラウンシュヴァイクとベルリンで製造する利権を得ると、1795年にはこの種の工場がブラウンシュヴァイクに22 - 24軒あった。モンボド卿は、1779年にこの植物を「チコリー」と表現しており、フランス人はポットハーブとして栽培していたという。ナポレオン時代のフランスでは、チコリはコーヒーの混ぜ物として、あるいはコーヒーの代用品として頻繁に登場していた。 
米国では、チコリの根は刑務所でコーヒーの代わりとして長い間使用されてきた。1840年代には、ニューオリンズ港はニューヨークに次ぐ第2位のコーヒー輸入量を誇っていた。南北戦争で北軍がニューオリンズ港を封鎖した際に、ルイジアナの人々がコーヒーにチコリの根を加えるようになり、それが長年の伝統となった。
チコリーの花は、19世紀に起こったロマン主義の中心的象徴である「青い花」（英語: Blue flower）のインスピレーションに見立てられることが多い。ヨーロッパの民間伝承では、鍵のかかったドアを開けることができるとされている。
現在行われているチコリーの軟白栽培は、ベルギーの首都ブリュッセルで19世紀に開発されたものである。ベルギーの農民が、地下室に置き忘れたチコリの根から黄色がかった長い葉が出ているのを見つけ、これを食べてみたら思いがけず美味であったため軟白栽培が始められたのが食用チコリの起源といわれている。
日本へは、明治初年に導入され、以後あまり普及することなく現在に至っているが、近年イタリア料理やフランス料理が一般家庭にまで浸透してきたことにより、サラダなどの材料の一つとして注目されるようになった。特に需要が多いレッドルーフタイプ（レッドチコリー）はトレビスと呼ばれ、日本へは1980年代に導入された歴史の浅い野菜である。日本では軟白栽培されたウィットルーフタイプのチコリよりも早く一般に知られることになったので、チコリとは呼び方を区別している。

## 種類

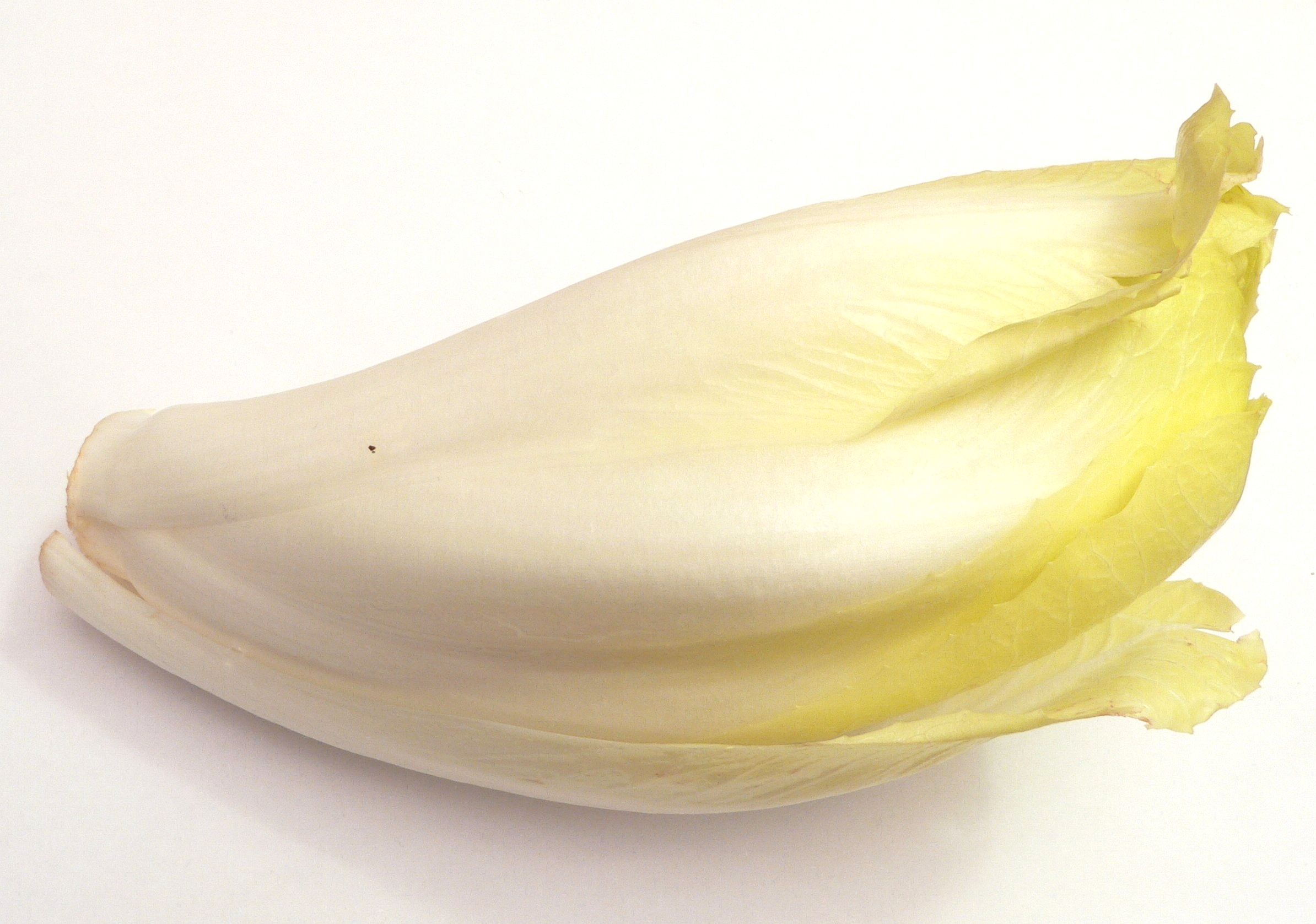
日光を当てないで軟白栽培されたウィットルーフチコリ（アンディーブ）。生ですぐに食べることが出来る。

チコリーは葉を栽培することができ、通常はサラダ用の葉野菜として生で食べることができる。栽培されているチコリ（リーフチコリー）の系統は、一般的にラディッキオ、ベルギー産エンダイブ（ブリュッセルチコリ／ウィットルーフ）、カタローニャチコリの3種類に大別され、多くの品種がある。原産地帯のイタリアでは、野生種に近いものから、軟白栽培で利用するウィットルーフタイプ、結球タイプのレッドルーフタイプ（日本名：トレビス）、さらにベルハートタイプ（ズッチェロ: zucchero）など、様々なタイプに改良して利用された。
野菜として栽培・流通している軟白された葉の塊は、ベルギーチコリ（ブリュッセルチコリ／ウィットルーフチコリ／フレンチエンダイブ／シコン）のことで、日本ではふつう「チコリ」、フランス名で「アンディーブ」とも呼ばれる。細長い楕円形で茎は白く、葉がしっかり巻かれて葉先の部分淡黄色をしているものが流通している。
レッドチコリー（イタリア名：ラディッキオ・ロッソ）は日本では「トレビス」の名で流通し、リーフチコリーの中でも赤紫色で丸く結球する品種群を指す。あるいは結球種・不結球種に係わらず赤芽チコリ、レッドチコリー（赤チコリ）を指して「トレビス」と呼んでいる。トレビス（ラディッキオ・ロッソ）の主産地はイタリアのトレヴィーゾを中心としたヴェネト地方で、日本にも輸入されている。
ベルハートタイプは結球ハクサイを小さくしたようなチコリーで、レッドチコリー同様に軟白は不要で、栽培は容易である。ウィットルーフタイプよりも歯切れよく、味が濃い。

### リーフチコリー
リーフチコリーは野菜として主に葉を食用にするチコリーの品種群で、英語でしばしば「エンダイブ」（endive）と呼ばれている。ただし、本来のエンダイブ（学名: Cichorium endivia）はベルギーのエンダイブとは異なるキクニガナ属の別種である。

#### ラディッキオ（トレビス）
ラディッキオ（伊: Radicchio）は、通常、赤色または赤と緑色に変色した葉を持っているリーフチコリーの品種群である。一部では、白い縞模様のある赤い葉のタイプだけを指して「ラディッキオ」と呼ぶ人もおり、英語でレッドエンダイブ (red endive) やレッドチコリー (red chicory) とも呼ばれ、日本ではトレビスの名で流通している。苦味と辛味があるが、焼いたり炒めるとまろやかになる。また、サラダに彩りを加えるためにも使われる。主な産地イタリアでは様々な品種が栽培されており、最も有名なのはトレヴィーゾ産のラディッキオ・ロッソ・ディ・トレヴィーゾ（Radicchio rosso di Treviso）、ヴェローナ産のラディッキオ・ディ・ヴェローナ（Radicchio di Verona）、キオッジャ産のラディッキオ・ディ・キオッジャ（Radicchio di Chioggia）で、原産地名称保護制度（PGI、地理的表示保護）の対象に分類されている。 
- ラディッキオ・ロッソ（レッドアンディープ、赤チコリ） - アントシアニンが含まれ、葉が赤紫色になる[6]。
  - プレコーチェ（トレヴィサーノ、トレヴィサーノ・プレコーチェ、ロッソ・ディ・トレヴィーゾ・プレコーチェ）
イタリア産の早生種の赤チコリ、葉が面長でやや幅広く、半結球品種形[6]。プレコーチェはイタリア語で早生の意味[31]。
  - トレヴィーゾ・タルディーヴォ（トレヴィサーノ・タルディーヴォ、ロッソ・ディ・トレヴィーゾ・タルディーヴォ）
イタリア産の晩生種の赤チコリで、葉が細長く巻き付かない不結球品種で苦味は強い。栽培に手間がかかり、イタリアでも高級野菜として市場に出回っている[6][31]。
  - キオッジャ（ロッソ・ディ・キオッジャ、赤芽チコリ） - 赤チコリの一種で、キオッジャはイタリアの主産地名で、日本では主にこの種を「トレビス」の名で流通している[31]。紫キャベツのように葉がしっかりと丸く巻いて結球する[6]。苦味が少ない[31]。
  - ヴェローナ（ベローナ） - イタリア産の赤チコリの一種で、葉が面長で結球したプレコーチェとキオッジャの中間にあたる品種。ヴェローナはイタリアの産地名[31]。
- カステルフランコ（ヴァリエガート・ディ・カステルフランコ）
クリーム色のトレビスの仲間で、赤紫色の斑が入るものもあり、バラの花のような姿をしている[6][31]。

- ラディッキオ・ヴァリエガート
（カステルフランコ）
- ラディッキオ・グルモロ
- ラディッキオ・ロッソ
（プレコーチェ）
- ラディッキオ・ロッソ
（キオッジャ）
日本では「トレビス」で流通する。
- ラディッキオ・ロッソ
（トレヴィーゾ・タルディーヴォ）

#### ベルギー産エンダイブ（チコリ）

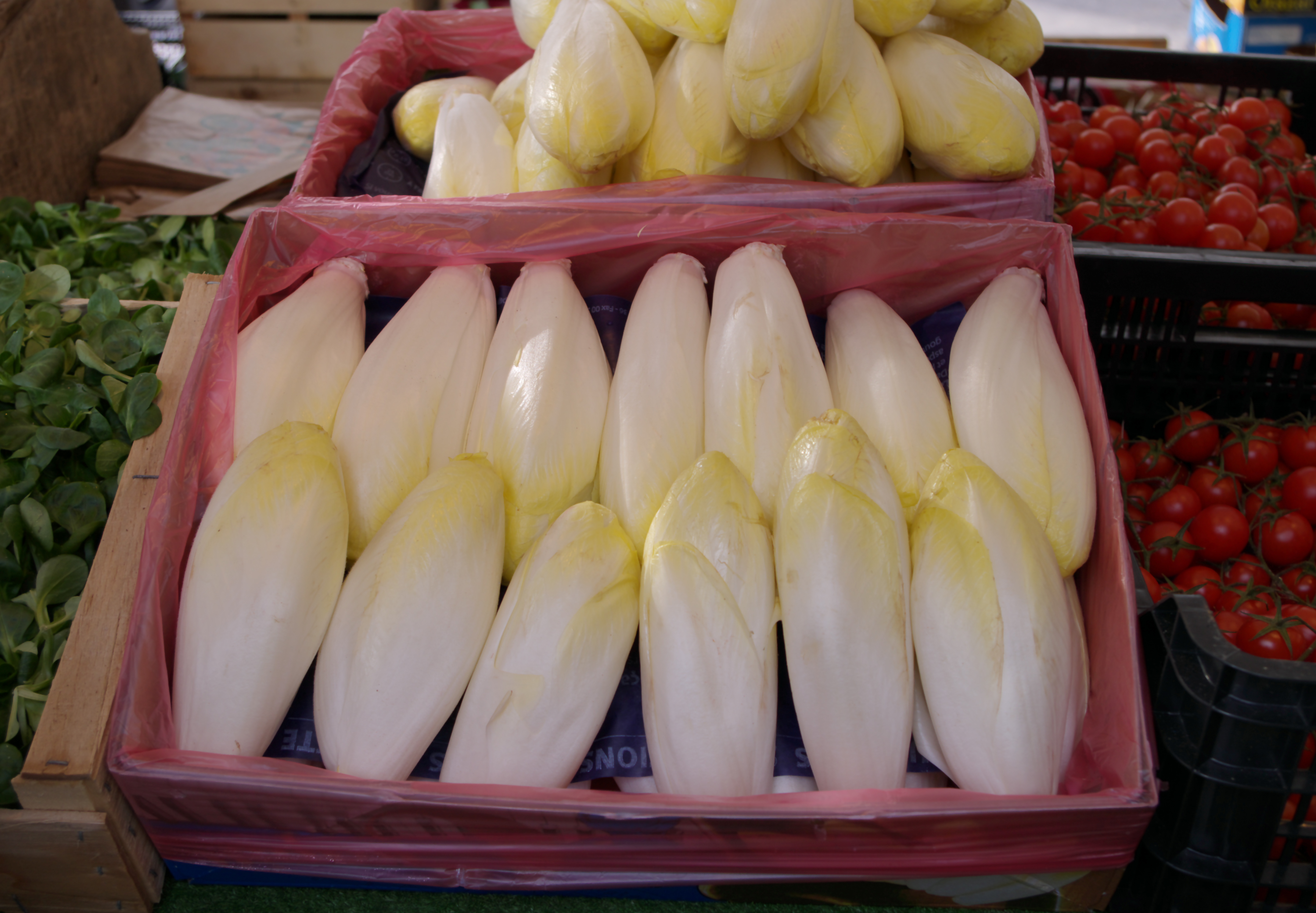
市場で売られているウィットルーフチコリ (Belgian endive)

ベルギーのエンダイブ（英: Belgian endive）は、日を当てずに軟白させた芽を食用とするチコリーで、日本ではチコリやベルギーチコリなどと呼ばれている。オランダ語では「白い葉」を意味する witloof（ウィットローフ）または witlof（ウィットロフ）と呼ばれ、アメリカでは witloof（ウィットルーフ）、イタリアでは indivia（インディヴィア）、スペインでは endivias（エンディヴィアス）、イギリスでは chicory（チコリー）、オーストラリアでは witlof（ウィットラフ）、フランスおよびカナダでは endive（アンディーブ）、北フランスの一部・ベルギーのワロン地方・ルクセンブルクではフランス語で chicon（シコン）と呼ばれている。外見はクリーム色で苦味のある葉が小さな頭を出している。収穫した根を日光の当たらない室内で発芽させる軟白栽培を行うことで、葉が緑色になって開くのを防いでいる。淡い色と繊細な味を保つために、遮光用の青い紙に包まれて売られていることが多い。なめらかでクリーミーな白い葉は、料理の詰め物をしたり、あるいは焼いたり、茹でたり、カットしてミルクソースで煮たり、生のまま切って食べたりする。柔らかい葉にはわずかな苦味があるが、白い葉ほど苦味は少ない。根元の方にある茎の内側の硬い部分は、調理前に切り取ると苦味を防ぐことができる。軟白栽培されたチコリの栽培技術は、1850年代にベルギーのサン＝ジョス＝タン＝ノードにあるブリュッセル植物園で偶然発見されたもので、ベルギーでは40カ国以上に chicon / witloof の名で輸出が行われている。現在、チコリの最大の生産国はフランスである。
- F1ポルシエ - フランスで人気があるウィットルーフタイプの一代雑種（F1）で、根株を養生して、土寄せによる軟化栽培で砲弾型に仕上げる[17]。この品種は、土寄せを行わなくても砲弾型になる[17]。

#### ズッチェロ
ズッチェロ（伊: cicoria pan di zucchero）は、パン・ディ・ズッケロや、チコリア・ミラノとも呼ばれるベルハートタイプのリーフチコリの一種で、結球ハクサイを小さくしたようなチコリーである。葉色は明るい黄緑色で、結球の仕方は全体によじれるように葉を巻き込む。栽培は容易で、ウィットルーフタイプよりも歯切れがよい。

#### カタローニャチコリ

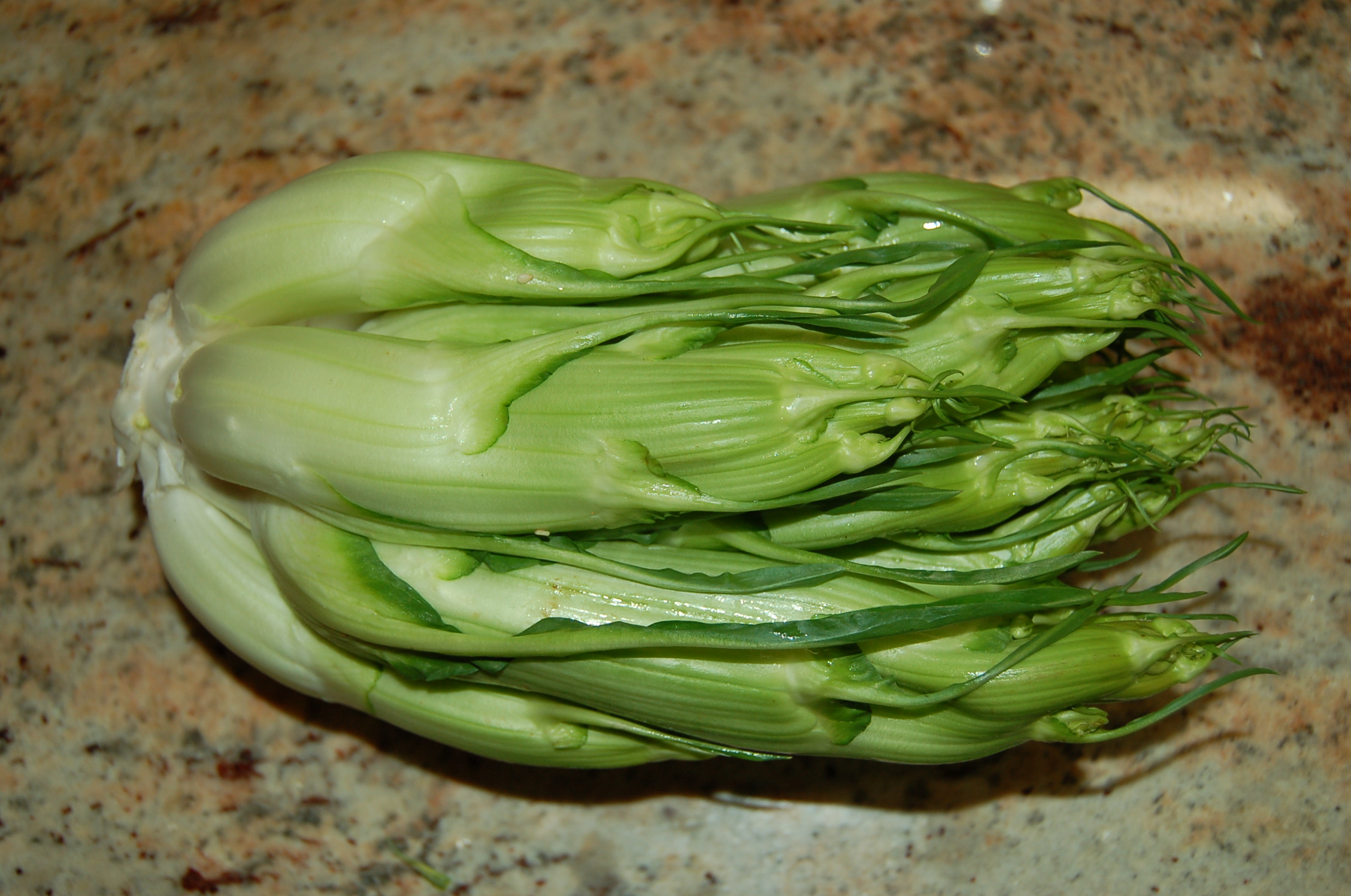
プンタレッラ

カタローニャチコリ（伊: Catalogna chicory、学名: Cichorium intybus var. foliosum）は、チコリーの一変種カタルーニャのことで、野菜として花が咲く前の茎はプンタレッラ（複：プンタレッレ）やアスパラガスチコリとよばれる。チコリーの亜種全体（ベルギーのエンダイブからの品種群とラディッキオからの品種群）を含めて、イタリア全土で栽培されている。日本ではカタロニアともよばれる。北ヨーロッパが原産で、スペインのカタルーニャ州（Catalogna）が名前の由来とされる。プンタレッラの名前は、イタリア語のスプンターレ（生えるの意）に由来する。葉縁の欠刻が深く、葉幅は細くて立性の生育をする。サラダ用に改良されたもので、葉茎に被われているが、内側にあるアスパラガスの穂先のような若芽を食べる。プンタレッラの中心の管状の茎を縦に裂いて使うサラダは、早春のローマの郷土料理であり、一般家庭用に広く利用されている。特有の苦味があり、歯切れがよい。

### 野生のチコリ
野生チコリの葉は生で食べられるが、通常、特に古い葉には苦味がある。その風味は、イタリアのリグーリア地方やアプリア地方、インド南部など、特定の料理で高く評価されている。リグーリア地方の料理では、野生チコリの葉が「プレボジオン」（英: preboggion）の材料となり、アプリア地方では、野生チコリの葉と空豆のピューレを組み合わせた伝統的な郷土料理に「ファベ・エ・チコリエ・セルヴァティケ」（伊: fave e cicorie selvatiche）がある。 アルバニアでは、チコリの葉はほうれん草の代用品として、主にオリーブオイルで煮たり、マリネにしたりして提供され、「ブレク」の具材としても使用される。ギリシャでは、クレタ島に自生する野生チコリの一種、ステムナガティ（stamnagathi）／別名：スパイニィ・チコリー（spiny chicory）を、オリーブオイルとレモン汁で和えたサラダにして利用している。
チコリの葉は、さっと茹でることで苦味が減り、ニンニクやアンチョビなどの具材と一緒にソテーされることもあるが、それをパスタと組み合わせたり、肉料理に添えたりすることもできる。

### ルートチコリ

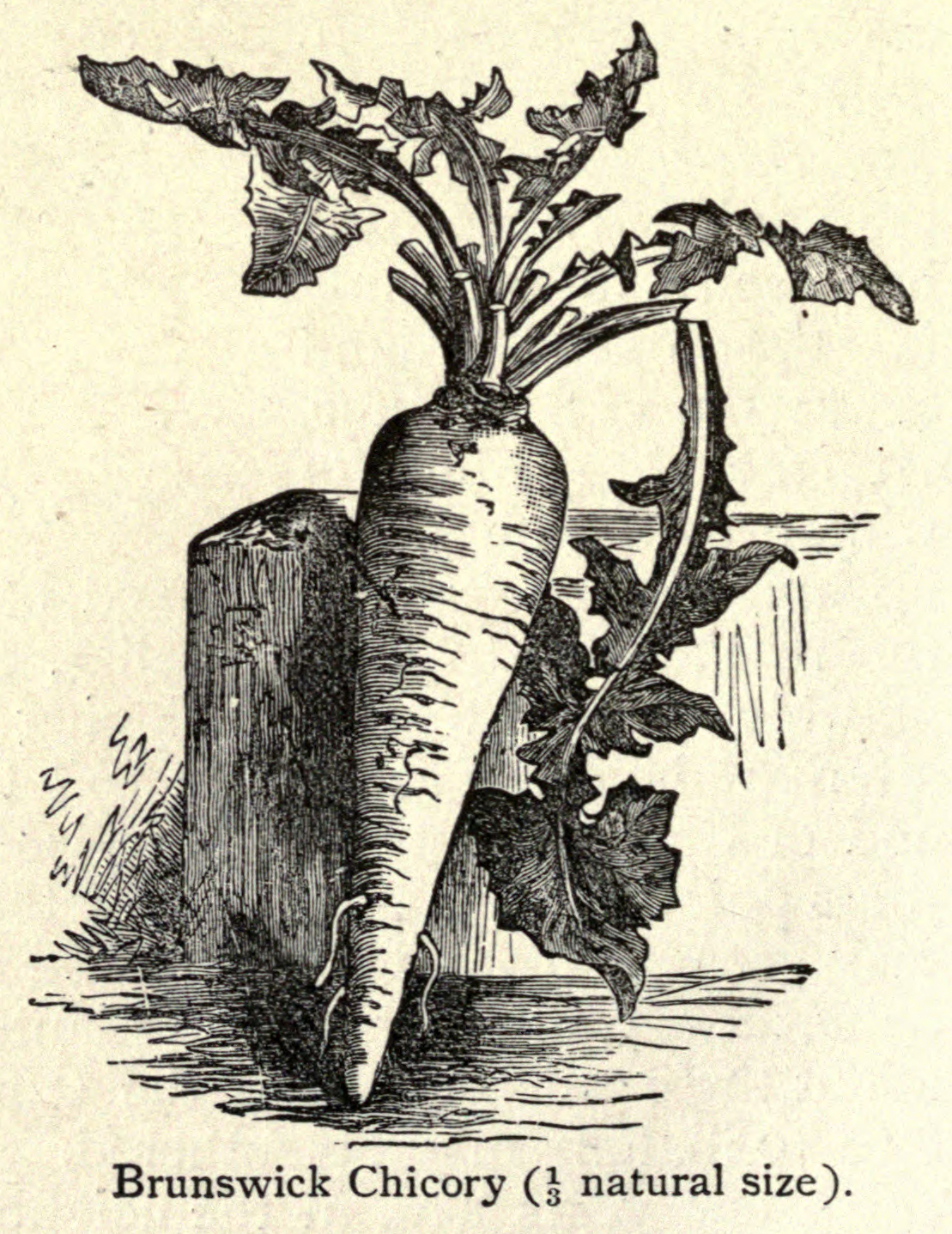
ルートチコリ
(Cichorium intybus var sativum)

ルートチコリ（英: Root chicory、学名: Cichorium intybus var. sativum）はチコリーの変種で、ヨーロッパでは古くからコーヒーの代用品として栽培されている。 根を焼いたり、炒ったり、挽いたりして、特にこの植物が自生する地中海地方ではコーヒー添加物として使用されている。コーヒーの添加物としては、インドのフィルターコーヒーにも混ぜられ、東南アジアの一部、南アフリカ、アメリカ南部、特にニューオリンズでもコーヒー添加物として使われている。フランスではチコリ60%、コーヒー40%の混合物が「リコレ」（仏: Ricoré）という商品名で販売されている。1930年代の世界恐慌や第二次世界大戦など、ヨーロッパ大陸での経済危機の際には、より広く利用されている。チコリは、テンサイやライ麦とともに、1976年から1979年の「東ドイツのコーヒー危機」の際に登場した東ドイツのミシュカフェ（独: Mischkaffee、英: mixed coffee）の材料として使用された。また、スペイン料理、ギリシャ料理、トルコ料理、シリア料理、レバノン料理、パレスチナ料理でもコーヒーに加えられている。
ビールメーカーの中には、焙煎したチコリ根をスタウトに風味を加えるために使用する者もいる。また、ベルギースタイルの強いブロンドエールにチコリを加えてホップの風味を増強し、この植物のオランダ語名に由来する「ウィトロフビール」（英: witlofbier：チコリをベースにしたビールの意）を作る人もいる。
根はパースニップのように調理することもできる。

## 栽培

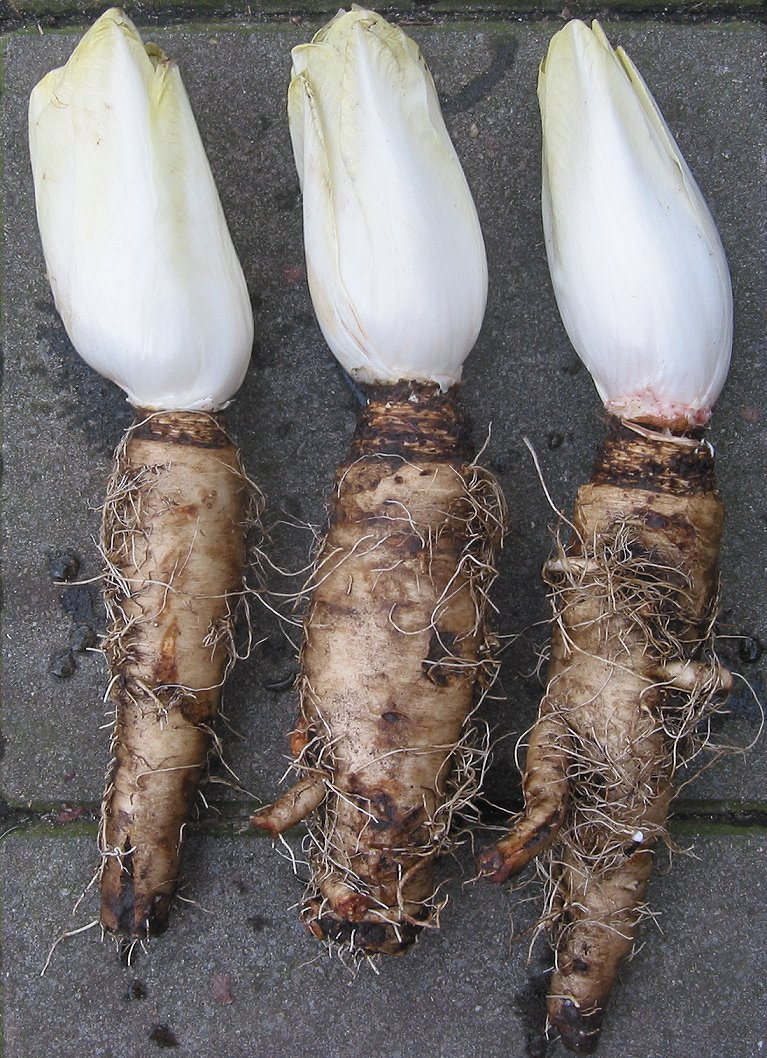
冷暗所で軟白栽培したチコリー。白い若芽の部分が野菜のチコリ。チコリ芋とも呼ばれる根茎は、焙煎してコーヒーの代わりにする。

一般の市場で流通しているチコリは、肥培した株から出させた若芽を遮光栽培したものであり、軟白栽培のため茎は白く葉先がわずかに黄色くなっている。そのまま露地栽培し成長したものの葉や根には、独特の強い苦味があり、慣れていない者にとっては生食は適さない。
現在、日本でも国産のチコリーが生産されている。最大手のサラダコスモはもやし栽培を主力としていたが、社長の中田智洋が1990年にオランダを視察した際に、設備とノウハウが活かせることから合弁会社設立を経て国内に導入された。日本では、通常の畑でチコリーを充分に育てたあと、栽培工場内で水耕栽培し、冷暗所下で生育した新芽を「チコリー」として、市場へ提供している。また、副産物である根からは上述のような茶やコーヒーのほか、焼酎も生産されている。
2021年現在、日本国内の都道府県別生産量は埼玉県が1位となっている。ハウス栽培が可能であることから、北海道北見市でも厳寒期に栽培、出荷が行われている。

### 軟白栽培
軟白用の栽培では、初夏まきで約5か月間株を養生したのちに掘り上げて、暗所に葉を再生させる軟化栽培を約20日間行って収穫する。まず、充実した根株を養生するのが重要なポイントになり、深く耕した排水性の良い土地を選んで栽培される。太い根を作るために、畝に株間30センチメートル (cm) ほどにして苗を植えて秋までのあいだ株を成長させる。晩秋の霜が降りるころに掘り上げた後に、首部で3 - 5 cmに生長させる。枯れた葉は根元から3 - 4 cmのところで切り落とし、根元に発生している余分な芽はすべて掻き取る。根は長さ30 - 35 cmに切りそろえて、冷暗所に置いておく。軟化方法は、ハウスなどで深さ30 - 40 cmほどの穴を掘り、ビートモス、赤土に4cm間隔で保存した根を植え、そのうえにからビートモス、赤土を被せて敷き藁をして、光に強く当てないようにトタン板などを被せ、18 - 20度に保つ。その後約20日ほどで収穫となる。

### レッドチコリーの栽培

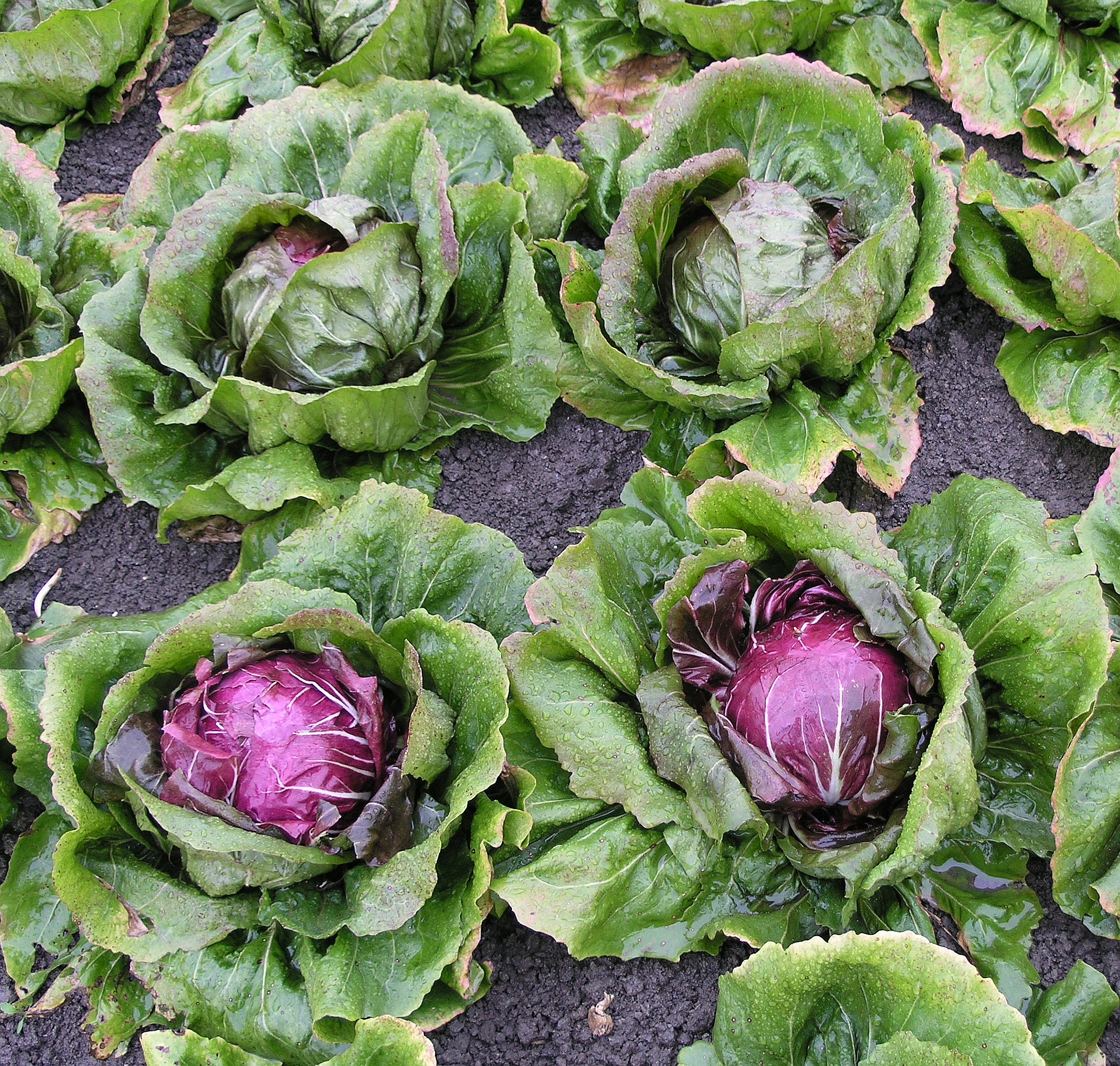
結球したラディッキオ・ロッソ（トレビス）。株全体の大きさは直径30 - 40 cm、高さ15 - 20 cmほどになる。

レッドチコリー（トレビス）の栽培は、植栽密度や肥培管理が玉レタスとほぼ同じで、種まきから収穫まで2 - 3か月を要し、適期を守って形良く結球したところを収穫する。日当たりの良い場所で、栽培に適した土壌酸度は pH 6.0 - 6.5、生育適温は15 - 20℃、発芽適温は18 - 24℃で、連作障害があるため、同じ土地では1年 - 2年空けるとされる。育苗ポットに種をまいて本葉4 - 6枚になるまで育苗し、土壌酸度調整と堆肥で畑の土作りをした畑に畝を作ってマルチングを施し、20 - 30センチメートル (cm) 間隔で葉柄を植え付けていく。土の表面が乾いたら水やりをし、植え付けから2週間ごとに施肥を行う。葉がだんだん赤くなって株の中心が堅く締まるほど結球したら収穫適期で、地際を包丁などで切り取って収穫する。
病害虫の防除方法はレタス同様である。病虫害はほとんどないともいわれているが、生育期間が長く、収穫期近くに腐敗性病害が多発しやすいので注意を要する。

## 利用
軟白栽培のチコリは、野菜としての旬は1月 - 3月で、葉の巻きがしっかりしていてツヤがあり、表面に傷がなく葉先が黄色いものが良質で、緑色になっているものは日が経って劣化している。チコリは口当たりが良く生食向きで、葉にほろ苦味とわずかに芳香があり、調理ではしっかり巻いた葉を1枚ずつ剥がして生食などに使うか、縦に半分に切って加熱調理で使われる。苦味は根元に近いほど強い。
赤い色が特徴のトレビスは葉の厚さと歯ごたえが、キャベツとレタスの中間ぐらいで、味はほろ苦くて芳香があり、加熱すると苦味が増す。食材としての旬は、11月 - 3月とされる。保存するときは、ラップで巻くかポリ袋に入れて、冷蔵する。
ドイツでは薬効のあるハーブとして用いられている。

### 料理・調理
チコリは主にサラダにする他、蒸し煮、グラタン、ソテーして肉料理の付け合せにして使われる。フランス語圏でもベルギーではシコン (Chicon) と呼び、シコンのグラタンは代表的なベルギー料理のひとつである。細長い舟形をした葉を器に見立てて、ディップをのせてオードブルにも利用される。ほのかな苦味は、ブルーチーズやマスタードなど味に個性がある食材と組み合わせるとよく合う。
トレビス（ラディッキオ）は鮮やかな赤紫色と歯ごたえを活かして、生でサラダにするのが一般的で、ソテーやグリルにして肉料理や魚料理の付け合わせにしたり、リゾット、スープ、グラタンなどにも使われる。
根を炒ったものをコーヒーの風味づけや代用品にも使う。茶代用品（茶外茶）として飲むこともできる。カフェデュモンドのコーヒーにはチコリーが配合されている。ベトナムコーヒーもチコリー入りが多い。コカコーラ社が発売している爽健美茶にも含まれており、2リットルタイプなど、表記にもチコリーの文字が書いてあるものがある。
イタリアではチコーリア (cicoria) と呼ばれ、葉の部分は茹でて付け合わせ野菜として、先の柔らかい部分はプンタレッラ(puntarella)と呼ばれ、生のまま細く割いてサラダとして食されることが一般である。
- ルッコラとラディッキオのサラダ
- チコリのベーコン巻きグラタン
- ソテーされたチコリと鴨胸肉

## 栄養素
チコリーの生葉には、92%の水分と、炭水化物5%、タンパク質2%、微量の脂質が含まれる。生葉100グラム (g) あたり、23キロカロリー (kcal) の熱量と、豊富なビタミンK、ビタミンA、ビタミンCが含まれ、一部のビタミンB群、およびマンガンも多く含まれる。ビタミンEとカルシウムは適度な量で存在する。軟白栽培される生チコリ（アンディーブ、ウィットルーフ）は水分量が94%と多く、熱量は100 gあたり16 kcalと低めで、栄養素の含有量が少なく、食物繊維が豊富である。 
栽培種トレビス（ラディッキオ）に突出した栄養素はないが、カロテン、ビタミン、カリウムなどをバランス良く含んでいる。赤チコリやトレビスの赤い色素はアントシアニンで、抗酸化作用により、生活習慣病予防や老化防止に効果的といわれている。

### 苦味の原因となる成分
苦味のもととなる物質は、主には2つのセスキテルペンラクトンという化合物で、ラクチュシンとラクチュコピクリンがその要因である。他の成分は、エスクレチン、エスクレチン、シコリイン、ウンベリフェロン、スコポレチン、6,7-ジヒドロクマリン、さらにセスキテルペンラクトンとその配糖体である。
苦味成分のチコリ酸には抗菌作用があり、活性酸素を抑える働きや消化促進作用もあるといわれている。

### チコリーの根とイヌリン
1970年頃、根にはデンプンに似た多糖類であるイヌリンが最大で20%含まれていることが判明している。イヌリンは、主にキク科の植物に貯蔵糖質として含まれていて、新鮮なチコリーの根には、総重量比で13 - 23%のイヌリンが含まれていることがある。食品業界では、ショ糖の10%の甘味度を持つ甘味料として使用されており、プレバイオティクスとしてヨーグルトに添加されることもある。

## 伝統療法
チコリーの根には、関連するヨモギギク属 (Tanacetum) の植物に見られるものと同様のエッセンシャルオイルが含まれている。 伝統医学では、チコリーは1936年に英国医師エドワード・バッチにより開発された、感情のバランスを取り戻すための自然療法といわれるバッチフラワー療法で使用される全38種の液体バッチフラワーレメディの植物リストの1つに数えられている。

## 飼料
チコリーは反芻動物にとって消化性が高く、繊維濃度が低い食物となりえる。チコリの根は、そのタンパク質と脂質の含有量から、馬にとっては「オート麦の優れた代替品」である。チコリーには、反芻動物のタンパク質利用効率を高める可能性のある還元型タンニンが少量含まれていて、一部のタンニンは腸内寄生虫を減少させるといわれている。食物中のチコリーは家畜の体内寄生虫に対して毒性があることが示唆されており、家畜がチコリーを摂取した研究では寄生虫の数が少なかったことから、チコリーは飼料用サプリメントとして使用されている。チコリーの原産地はフランス、イタリア、インドであるともいわれているが、家畜用飼料としてのチコリーの開発は多くがニュージーランドで行われている。

### 飼料用チコリーの品種
- 'Puna' ('Grasslands Puna') （プナ／グラスランド・プナ）

ニュージーランドで開発された品種。様々な気候に適応し、カナダのアルバータ州や米国ニューメキシコ州、フロリダ州からオーストラリアまで栽培されている。また、刈り取りに対しても良く耐える。
- 'Forage Feast'[72]（フォレージ・フィースト）

フランス原産の品種で、飼料用のほか、鹿などの動物が草を食むような場所にも使用されている。寒さに強く、他の飼料品種よりもタンニンが少ないため、飼料用に適している。
- 'Choice'（チョイス）

冬から春先にかけての高い成長力と、牛乳に悪影響を与えるとされるラクチンやラクトンの含有量が少ないことを目指して育成された品種。また、鹿などの野生動物の圃場の播種にも使用されている。
- 'Oasis'[74]（オアシス）

飼料産業向けにラクトン率を高め、スクレロチニア（主に Sclerotinia minor と Sclerotinia sclerotiorum ）などの真菌病への抵抗性を高めるために育種された品種。
- 'Puna II'（プナII）

この品種は他の多くの品種よりも冬場の生育性が高く、持続性と寿命が長い。
- 'Grouse'[71]（グラウス）

ニュージーランドの品種で、飼料用アブラナ科野菜のコンパニオンプランツとして使用される。他の品種に比べて早く花が咲いてしまう傾向があり、草丈が高いために過密栽培になりやすい。
- 'Six Point'（シックスポイント）

アメリカの品種で、冬でも丈夫で耐寒性に優れる。 'Puna' によく似ている。
その他の品種としては、'Chico'（チコ）、'Ceres Grouse'（セレス・グラウス）、'Good Hunt'（グッド・ハント）、'El Nino'（エル・ニーニョ）、'Lacerta'（ラセルタ）などが知られている。